# Petrolacosaurus
Petrolacosaurus je nejstarší známý diapsidní plaz, vývojově primitivnější Eudibamus byl objeven pouze v novějších vrstvách. Petrolacosaurus je sesterský taxon k rodu Spinoaequalis, předcházel rodům Araeoscelis a Acerosodontosaurus. Popsán byl roku 1945.

## Výskyt a popis
Petrolacosaurus žil ve svrchním karbonu, naleziště leží v oblasti Garnett Quarry v Kansasu v Severní Americe. Vzhledem se podobal ještěrce, měl na svou velikost krátké štíhlé tělo, asi 40 cm dlouhé, zadní končetiny byly delší než přední. Ve srovnání s rodem Spinoaequalis měl kratší čenich a větší očnice. Zuby byly menší, ale ostřejší. Petrolacosaurus se velmi podobal modernějšímu rodu Araeoscelis, jenž žil ve spodním permu. Rod Petrolacosaurus se živil patrně hmyzem, jako většina jeho současníků, na což poukazují malé ostré zuby.

## V populární kultuře
Petrolacosaurus byl představen ve druhém díle seriálu Putování s pravěkými monstry, kde byl použit jako ukázka prvních studenokrevných obratlovců schopných žít mimo vodu a také společného předka synapsidů a sauropsidů. V seriálu vystupoval po boku velkých členovců, jako byl pavouk Mesothelae a vážka Meganeura, a obojživelníků rodu Proterogyrinus.
Představeno bylo jeho srdce jako předloha pro srdce lidská.